# گلی درق علیا
گلی درق علیا یک روستا در ایران است که در دهستان صلوات واقع شده‌است. گلی درق علیا ۲۲ نفر جمعیت دارد.